# Sullana
Sullana es una ciudad peruana, capital del distrito y de la provincia homónimos en el departamento de Piura. Fue fundada en 1783 por Baltasar Martínez Compañón con el nombre de Santísima Trinidad de La Punta. Se ubica en la Costa Norte del país. Según el INEI tenía 225 615 habitantes en 2020 lo que la convertía en la decimosexta en población del país.
La ciudad está emplazada a orillas del río Chira y rodeada por el cerro de Amotape. Su área urbana se extiende sobre un territorio de 1985,32 ha en la conurbación de cuatro distritos, dos de ellos (Sullana y Bellavista) completamente conurbados y los otros dos, Marcavelica y Miguel Checa, parcialmente. Posee una ubicación estratégica, lo que la convierte en eje de comunicación vial entre las provincias del departamento.
Por su clima soleado se la apoda La perla del Chira, La ciudad del eterno verano o La novia del Sol.

## Etimología y toponimia
Sobre el origen de la palabra “Sullana” existen varias teorías
Algunos la relacionan con la frase tallán que significaría "Campo de espera con abundante rocío", esto debido a que Sullana era paso obligado de los chasquis (correo incaico) y al sembrado de algodón que en tiempo de cosecha asemajaba al valle del Chira con una nube blanca que estuviese a ras del suelo. 
En lengua quechua el término “suyui” significa “aborto “o nacido antes de tiempo” y “suyana” significa “espera, confianza”. Así, en el “Diccionario Geográfico” de Paz Soldán, la palabra Sullana significa aborto y es genitivo de “Sullu”. 
Una tradición popular, afirma que el nombre se debe a una mujer procedente del pueblo ayabaquino de Suyo quien tenía por actividad preparar potajes y hospedar a los innumerables viajeros que por allí transitaban. Probablemente tantas veces esta mujer contaría la historia de su lugar de procedencia que los visitantes la conocían como “la Suyana” y que con el tiempo se identificaría como Sullana.
Otra opción altamente probable es que el topónimo de la esta ciudad peruana proceda de la población española llamada Sollana, levemente alterado por la influencia de la pronunciación local.

## Ubicación geográfica
Sullana se ubica  a 4°53′18″ de latitud sur y 80°41′7″ de longitud oeste, a una altitud de 60 m s. n. m., a la margen izquierda del río Chira. La ciudad se ha desarrollado a lo largo del río Chira, sobre una planicie ligeramente ondulada, con lechos secos de escorrentía, que se alternan con lomas alargadas y prominencias de formas redondeadas. Su accidente topográfico más importante es el acantilado de la margen izquierda del río Chira, desde la loma de Mambré hasta el puente “Artemio García Vargas”, con una altura de 35 metros sobre el nivel del río. A continuación se muestran los municipios colindantes con Sullana:
| Noroeste: Miguel Checa y Marcavelica | Norte: Marcavelica | Nordeste: Bellavista y Tambogrande |
| Oeste: Miguel Checa                  |                    | Este: Tambogrande y Las Lomas      |
| Suroeste: Piura                      | Sur: Piura         | Sureste: Piura y Tambogrande       |

### Hidrografía
El río Chira está formado por la confluencia de los ríos Catamayo y Macará; en su recorrido por el departamento de Piura, cerca a la ciudad de Sullana se ha construido la represa de Poechos, para irrigar aproximadamente 100 000 ha. de tierras de cultivo en el Bajo Chira y el Bajo Piura; el río Quiroz, su principal afluente, ha sido canalizado hasta el reservorio de San Lorenzo para irrigar aproximadamente 25 000 ha. en el valle del río Piura. El río Chira desemboca en el mar al norte del puerto de Paita, formando un delta que en otras épocas tuvo vegetación de manglares.

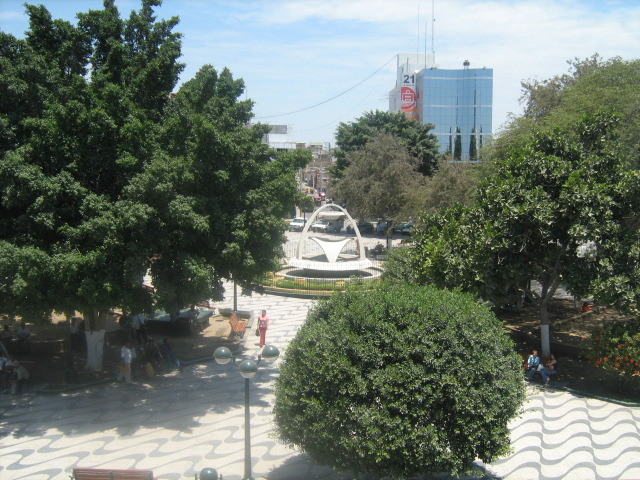
Plaza de armas de la ciudad

## Clima
La proximidad de la ciudad de Sullana a la línea ecuatorial y la influencia que ejercen sobre ésta los desiertos costeros y la corriente de El Niño determinan un clima árido cálido, con una humedad promedio del 65% aunque en el verano, por el microclima en el valle puede llegar a 90%. La ciudad registra una temperatura máxima de 34 °C y una mínima de 19 °C en las partes bajas siendo 19 °C  el promedio anual: Predomina el viento suroeste.
| Temperatura anual de Sullana |                   |                   |                   |
| Primavera                    | Verano            | Otoño             | Invierno          |
| 21 sep. - 20 dic.            | 21 dic. - 20 mar. | 21 mar. - 20 jun. | 21 jun. - 20 sep. |
| 18 °C - 32 °C                | 19 °C - 33 °C     | 19 °C - 30 °C     | 17 °C - 27 °C     |

| Parámetros climáticos promedio de Sullana                           | Parámetros climáticos promedio de Sullana | Parámetros climáticos promedio de Sullana | Parámetros climáticos promedio de Sullana | Parámetros climáticos promedio de Sullana | Parámetros climáticos promedio de Sullana | Parámetros climáticos promedio de Sullana | Parámetros climáticos promedio de Sullana | Parámetros climáticos promedio de Sullana | Parámetros climáticos promedio de Sullana | Parámetros climáticos promedio de Sullana | Parámetros climáticos promedio de Sullana | Parámetros climáticos promedio de Sullana | Parámetros climáticos promedio de Sullana |
| Mes                                                                 | Ene.                                      | Feb.                                      | Mar.                                      | Abr.                                      | May.                                      | Jun.                                      | Jul.                                      | Ago.                                      | Sep.                                      | Oct.                                      | Nov.                                      | Dic.                                      | Anual                                     |
| ------------------------------------------------------------------- | ----------------------------------------- | ----------------------------------------- | ----------------------------------------- | ----------------------------------------- | ----------------------------------------- | ----------------------------------------- | ----------------------------------------- | ----------------------------------------- | ----------------------------------------- | ----------------------------------------- | ----------------------------------------- | ----------------------------------------- | ----------------------------------------- |
| Temp. máx. media (°C)                                               | 32.2                                      | 33.4                                      | 33.4                                      | 32.4                                      | 30.5                                      | 28.5                                      | 27.1                                      | 27.3                                      | 27.9                                      | 28.5                                      | 29.2                                      | 30.8                                      | 30.1                                      |
| Temp. media (°C)                                                    | 26.2                                      | 27.2                                      | 27.2                                      | 26.1                                      | 24.5                                      | 22.5                                      | 21.2                                      | 21.2                                      | 21.5                                      | 22.1                                      | 22.8                                      | 24.4                                      | 23.9                                      |
| Temp. mín. media (°C)                                               | 20.0                                      | 21.1                                      | 21.1                                      | 19.8                                      | 18.5                                      | 16.6                                      | 15.4                                      | 15.2                                      | 15.2                                      | 15.8                                      | 16.4                                      | 18.1                                      | 17.8                                      |
| Precipitación total (mm)                                            | 6                                         | 16                                        | 37                                        | 9                                         | 1                                         | 0                                         | 0                                         | 0                                         | 0                                         | 1                                         | 1                                         | 1                                         | 72                                        |
| Fuente: Climate-data.org(http://es.climate-data.org/location/3758/) |                                           |                                           |                                           |                                           |                                           |                                           |                                           |                                           |                                           |                                           |                                           |                                           |                                           |

## Historia y Evolución de Sullana

### Época precolombina
Fueron diversas las etnias procedentes de quebradas andinas, con pobladores que llegaron por el litoral después de haber estado asentándose en distintos lugares, se conglomeraron y formaron la etnia Tallán, ubicada en ambas márgenes del valle del Chira aprovechando el caudaloso río y fértiles tierras. En lo que respecta al valle del Chira, los Tallanes o Tallancas.
Se escalonaron a una y otra margen del Alto Chira, motivados por la riqueza de la tierra y el agua se podía utilizar por el sistema de gravedad. En la zona media y baja del Chira, los asentamientos se ubicaron en la margen derecha y sólo en Sojo existía un poblado al lado izquierdo. Desde antes de la conquista española, el valle fue progresivamente invadido por los Mochicas, Chimús y los Incas.

### Época de la Conquista, Virreinato y Fundación

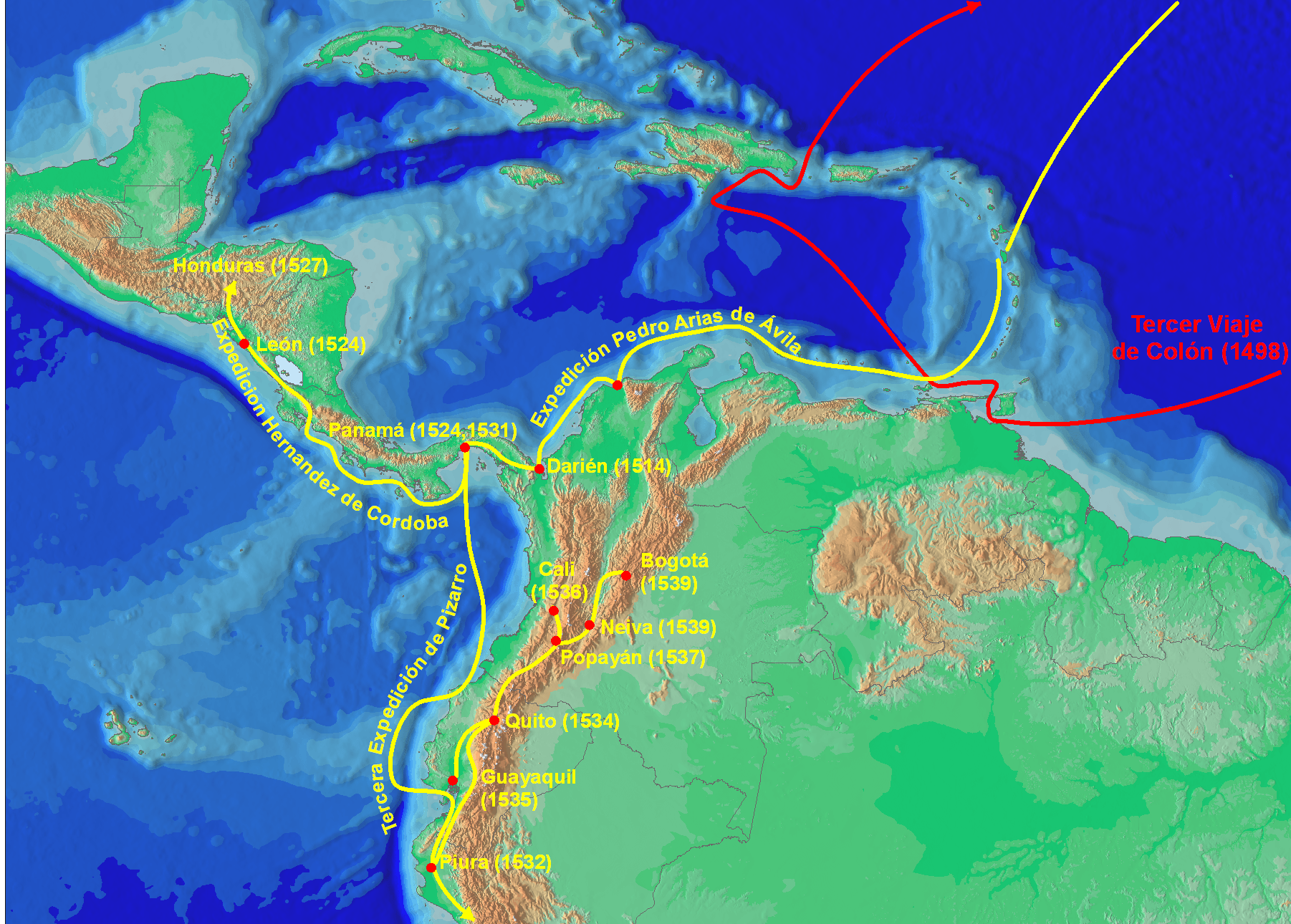
Conquistas y expediciones de Francisco Pizarro

El conquistador Francisco Pizarro, al llegar a Poechos se enfrentó al cacique local. Después de derrotarlo, se dirigió a Tangarará, donde fundó San Miguel, la primera ciudad española en estos territorios, poniendo la famosa Cruz de la Conquista. Desde San Miguel se inició la evangelización y transculturación del Tahuantinsuyo.
Martínez De Compañón y la fundación de Sullana:
Fue el obispo Baltazar Jaime Martínez de Compañón y Bujanda, nacido en el municipio navarrés de Cabredo en 1735, quien, al ser nombrado obispo de Trujillo, el 25 de febrero de 1778 empezó su visita a todas sus diócesis completándola en 1785. Llegando a Piura en julio de 1783, comenzó a agrupar a las poblaciones dispersas de esta región en las llamadas reducciones para lograr una mejor enseñanza de la doctrina cristiana. La más importante en el valle del río Chira fue la reducción de la Punta (antiguo nombre de Sullana), agrupando a la población de los distintos parajes en los terrenos de la hacienda Punta. Dicha reducción estuvo en un primer momento constituida por 2213 habitantes. (1682 mestizos, 375 indios y 156 españoles), convirtiéndose en la más poblada de las diez que se crearon en la región. Fue bautizada con el nombre de El Príncipe, aunque los pobladores la llamaban Santísima Trinidad de la Punta”.
En parte del expediente de la fundación de Sullana está junto al expediente de la creación de Tambogrande, amparado en el capítulo XI, acción tercera del concilio de Lima de 1783. El informe final de fundación se envió al virrey el 8 de julio de 1783 fecha fijada del nacimiento de Sullana.

### La Independencia y época republicana
En Querecotillo el 11 de enero de 1821 se reúnen 150 vecinos y luego de leer los pliegos enviados por Torre Tagle se acuerda la jura de la independencia para el domingo 14; así en Querecotillo y Tumbes, simultáneamente se declaran independientes tal día.
En agosto de 1821 San Martín nombra jefe militar de Piura al coronel Andrés Santa Cruz quien forma la división Norte, reuniendo 2,613 voluntarios desde Trujillo a Piura.
De La Punta acuden13 jóvenes combatiendo en la batalla de Pichincha el 22 de mayo de 1822 donde Ecuador consolida su independencia. Luego, esta división se integra al ejército de Simón Bolívar participando en acciones como Junín y Ayacucho, destacan Manuel Rejón, Miguel Aljovín, Juan Aguilar, José, Coloma, Gerónimo Garrido. José Saldarriaga, el cadete Miguel Cortés del Castillo, los hermanos Eugenio, Ventura y José María Raygada; el cabo Juan José Farfán entre muchos otros.

### Edad Moderna
Sullana Villa: En 1823 los pobladores de la Punta presentan un memorial solicitando se eleve este poblado a la categoría de villa. Pero recién en 1826 Santa Cruz oficializa el pedido con el siguiente decreto: "Don Andrés de Santa Cruz gran mariscal de los ejércitos nacionales y presidente del Consejo de Gobierno de la República del Perú". Atendiendo a los servicios importantes hechos a la sagrada causa de nuestra independencia por el pueblo de La Punta, en la provincia de Piura del departamento de La Libertad; y considerando que dicho pueblo no obstante haber contribuido con muchos de sus hijos para sostenerla, reúne todavía elementos de riqueza y civilización progresiva; He venido a decretar y decreto:

Articulo 1°: El pueblo de La Punta, de la provincia de Piura, del departamento de La Libertad; es elevado al rango de villa bajo el nombre de Zullana.
Artículo 2°: El ministro de Estado en el departamento del Interior queda encargado de la ejecución del presente decreto.
Imprimase, publíquese y circúlese. Dado en Lima el 13 de Octubre de 1826 siendo presidente Andrés de Santa Cruz. Como podemos observar, en este decreto se oficializa el nombre de Sullana que entonces se escribía con la letra “Z”.

Sullana Distrito: En 1826 fue elevada a Villa, en 1837 a distrito de Piura y en 1861 fue distrito de Paita. Una de las referencias más antiguas de la ciudad de Sullana, data de 1847, cuando tenía 4.000 habitantes desarrollándose a lo largo de dos calles principales prolongadas y muy anchas (San Martín y Bolívar).
Sullana ciudad: Todo el Perú rechazó las pretensiones de España de querer restablecer su dominio y en Sullana el 24 de diciembre de 1865 se reunieron las autoridades de la ciudad para expresar su adhesión al nuevo jefe del gobierno Mariano Ignacio Prado. Terminado el conflicto con España, fue elegido presidente. En octubre de 1867 el general Diez Canseco se subleva en Arequipa y en Trujillo.  Por otro lado, en Cajamarca y Chiclayo se subleva el coronel José Balta. En 1868 el sullanense Rudecindo Vásquez que apoya a Balta con un grupo de montoneros toma la Huaca. Luego se apodera de Sullana en plena fiesta de Reyes. Con 150 hombres toma Paita, tras vencer a una guarnición de 20 soldados al mando del capitán José María Vera Tudela, se proclama subprefecto. El 13 de enero, con 250 hombres se presenta en Piura pactando con una delegación de notables toma la ciudad en forma pacífica, siendo nombrado prefecto ese mismo día, aunque sólo estuvo en el cargo tres. Luego fue nombrado comandante general reorganizando las tropas y recogiendo armas y municiones. El 28 de octubre de 1868, Balta eleva a la categoría de ciudad a las villas de Sullana y Catacaos, en reconocimiento al apoyo recibido. La mencionada ley dice textualmente:
Por cuanto el congreso ha dado la ley siguiente:

El ciudadano José Balta, presidente constitucional de la República.
El congreso de la república peruana, considerando:
Que la importancia de las antiguas villas de Sullana y Catacaos, del departamento de Piura, ha crecido notablemente por el desarrollo de su población y elementos industriales:
Ha dado la Ley siguiente:
Elévese a la categoría de ciudad, las villas de Sullana y Catacaos del departamento de Piura.
Dada en la sala de sesiones del congreso, en Lima a 28 de octubre de 1868.
José Rufino E. presidente del senado; Juan Oviedo, presidente de la Cámara de Diputados; Francisco Chávez, secretario del Senado; Pedro Bernales, secretario en Diputados.
El Excmo. Señor Presidente de la República
Por tanto: mandase imprima, publique y circule y se le dé debido cumplimiento. Dado en la casa de Gobierno, en Lima el 28 de octubre de 1868. José Balta, presidente; P. Gálvez, secretario.

### SigloXXy actualidad
A finales del siglo XIX, luego de la instalación y puesta en función del tren Paita - La Huaca - Sullana (1879), para facilitar la exportación de algodón por Paita, la ciudad de Sullana comenzaría a crecer con mayor rapidez industrial y económicamente, pese a la gran recesión que se aconteció en el país con la posguerra con Chile. Desde comienzos hasta mediados del siglo XX, con las dos guerras mundiales (1914-17, 1939-45), significaron una creciente demanda de productos a nivel mundial, tales como el Algodón, minerales, cueros y otros productos orientados básicamente a la exportación, resultando esto positivo para el desarrollo económico del País, específicamente para la zona norte del País, donde se ubica la ciudad de Sullana. En la década de los 30, se construyó el canal Miguel Checa de alta incidencia agrícola así como el primer puente sobre el río Chira y la carretera Panamericana, que ampliaron los flujos comerciales hacia Talara, Tumbes y Ecuador, y desde entonces la ciudad se convertía en un gran nudo de caminos que unían el norte y sur del país. En el periodo 1940-1961, la población de la ciudad crece aceleradamente, con una tasa de 4.1 % incrementado su área en 135%, lo que se explica en los siguientes hechos: Ampliación de la frontera agrícola, con la construcción de la represa de San Lorenzo, créditos agrícolas con la instalación de la Agencia del Banco de Fomento Agrario, consolidación del comercio binacional, con el inicio de la Feria de Reyes. A comienzos de 1959, el ferrocarril a Paita deja de funcionar, surgiendo la necesidad de la construcción de una carretera hacia Paita; en este mismo año se da la interconexión eléctrica Piura-Sullana, impulsando de esta manera el desarrollo industrial y consecuentemente la creación del Parque Industrial de la ciudad, en este mismo periodo de 1961 - 1972, el área de la ciudad aumenta en un 75%, como resultado de las políticas de desarrollo industrial y la Reforma Agraria, y se inaugura el primer hospital de la ciudad. Ya en la década de los ochenta, a partir de diciembre de 1982 a julio de 1983, la ciudad como toda la zona norte del país sufre las consecuencias que trajo consigo el fenómeno de El Niño, reactivándose en este proceso las diversas quebradas que atravesaban la ciudad como: la quebrada Ceneguillo, Cola del alacrán y Bellavista; una vez terminado el fenómeno del niño, en los años siguientes se construiría diversos canales que atravesarían la ciudad; siendo uno de ellos el canal vía, todos estos terminados en el primer año de la década de los noventa. En los últimos años, la ciudad ha pasado de ser un municipio solo industrial-comercial a convertirse en núcleo de servicios.

## Distritos
La ciudad no está delimitada por los límites distritales que comprenden su circunscripción, por lo mismo la cifra poblacional de la ciudad no se ajusta a la suma de poblaciones de los distritos que podrían estar parcial o totalmente considerados dentro de la ciudad, entidades como RENIEC consideran que la ciudad se divide en 2 distritos administrativos, coordinados por su municipio provincial, sin embargo INEI se vale de otras metodologías para la delimitación de la ciudad.
La ciudad de Sullana está divida en 2 distritos y tiene una población de 228 256 habitantes al año 2020, según el INEI.
| Pos   | Distrito     | Población |
| ----- | ------------ | --------- |
| 1     | Sullana      | 189 351   |
| 2     | 'Bellavista' | 38 905    |
| Total | Total        | 228 256   |

## Demografía
La ciudad de Sullana presenta un crecimiento acelerado en los últimos años, desde el año 1983 en que presentaba 771.88 , ha pasado a conformar una conurbación de 2,230. Al año 2008. La proyección de la Población conurbada Sullana – Bellavista; los distritos en mención, tienen una población 200,127. La proyección de la población de la conurbación Sullana – Bellavista para los próximos años de acuerdo a la tendencia marcada por el INEI a partir de los resultados del último Censo Nacional de Población y Vivienda indica un aumento al año 2009 en el orden del 8.7 % (13,724 habitantes y 3161 habitantes respectivamente lo que hace un total de 209,558 habitantes). Sin embargo es de anotar que este incremento podría ser mayor al considerar eventos externos como son los continuos procesos migratorios y la capacidad de atracción de la ciudad para la instalación de nuevas actividades socioeconómicas. Existe un importante contingente de población que llega a la ciudad de Sullana a laborar en empresa pública y privada o también que llega a vender o comprar productos o hacer uso de los servicios educativos, de salud y administrativos
- La densidad poblacional de Sullana: como distrito presenta una concentración de más de 320.90 habitantes por kilómetro cuadrado superando los indicadores similares a nivel provincia y región con 53.04 y 46.70 respectivamente. Es de anotar que pese a ello la densidad poblacional del otro distrito de la conurbación, Bellavista, es muy superior con más de 11,674 habitantes por kilómetro cuadrado, al ser un distrito muy pequeño y totalmente urbano.

- Expansión urbana: La superficie urbana de la ciudad de Sullana presenta un crecimiento acelerado en los últimos 25 años, habiendo casi triplicado su superficie urbana, desde el año 1,983 al 1,996 es donde se genera el crecimiento más explosivo al casi duplicarse el área urbana de la ciudad con un sostenido desarrollo que consolida el centro y su periferia, conjuntamente con la generación hacia el sur en el eje Sullana – Piura del polígono industrial de la ciudad. Ya en la segunda etapa de 1,996 al 2,004 se aprecia el desarrollo en torno a los ejes este y oeste, en la articulación Paita-Sullana-Tambogrande a lo largo de su eje vial o en sus proximidades que brindan accesibilidad para los nuevos asentamientos humanos informales que aparecen espontáneamente. Al año 2008 se consolida la expansión al oeste con una creciente densificación de la zona, apreciándose la creciente tendencia para la consolidación del eje este hacia Cieneguillo, al consolidarse y densificarse los asentamientos humanos de esa zona.[13]

| Municipios de la ciudad                | Ubigeo | Extensión km² | Habitantes menores de 1 año (natalidad) en el censo de 2007 | Densidad (hab/km²) | Altitud m s. n. m. | Distancia en carretera desde el centro (km) | Mapa provincial de Sullana |
| -------------------------------------- | ------ | ------------- | ----------------------------------------------------------- | ------------------ | ------------------ | ------------------------------------------- | -------------------------- |
| Sullana **                             | 130101 | 488,1 km²     | 3.527*                                                      | 370,90             | 60-70              | 0 km                                        |                            |
| Bellavista**                           | 130102 | 3,9 km²       | 1.004*                                                      | 121,74             | 30                 | a la Plaza de Armas 0,3 km                  |                            |
| *Datos del censo realizado por el INEI |        |               |                                                             |                    |                    |                                             |                            |

## Identidad y cultura
En la ciudad de Sullana el proceso migratorio ha generado colectivos de subcultura híbridos, sin un proyecto integrador de la cultura local. 

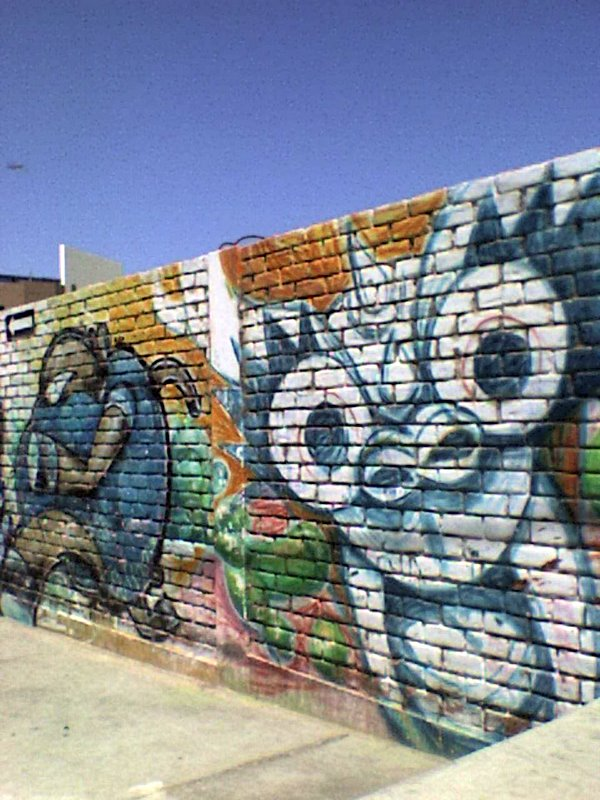
Grafiti, nueva expresión cultural de la ciudad

 Este proceso es ayudado en parte por la migración rural-andina que configura desde ya una realidad sociocultural nueva dentro de toda la ciudad. Existiendo de estas maneras novedosas formas de comer, vestir, hablar y de hacer vida social. Apreciándose más lo de fuera que los propios valores. El modismo se presenta desenfrenado. Se exagera en canciones, bailes, usos y costumbres que influencian medios de comunicación (TV, radio, internet); Mientras que sus particularismos se pierden. Esto los hace indefinidos culturalmente.

## Economía
En Sullana la principal actividad económica es la comercial, en la que se ocupa la población, se realiza mayormente dentro del mercado nacional, es decir al interior del país: Talara, Paita, San Lorenzo, Pacasmayo, Chulucanas y Lima (97%). Se exporta solo el 3% de lo que se produce. Las ciudades de Sullana y Bellavista reciben productos ictiológicos, agrícolas, pecuarios, agroindustriales, maquinaria, equipo, herramientas, insumos para la agricultura, ganadería e industria. En la ciudad existen un 59% de locales comerciales; el restante 41% son de servicios.  El giro comercial más importante son los artículos de primera necesidad (44% de los locales comerciales), porcentaje superior a los servicios que resaltan el expendio de comidas y bebidas (26% de los locales de servicios). 
En los últimos años destaca la instalación en la ciudad de tiendas de artículos electrodomésticos de gran volumen de venta y con locales comerciales de gran dimensión atraídos por la capacidad de compra en el área urbana de Sullana, cuya atractiva oferta al crédito permite el acceso a dichos productos sin desplazarse a la ciudad de Piura; desde el punto de vista industrial, la ciudad de Sullana concentra el 95% de la industria de la provincia, la misma que da ocupación a una parte de la población económicamente activa (PEA). A nivel de la actividad empresarial, el 74 % son microempresas, el 22% pequeña y medianas empresas y el 4% restante, son las denominadas grandes empresas. La industria se dedica a producir en un 53% a bienes de consumo no duraderos, un 30% a bienes de capital y el 17% a bienes intermedios. El sector secundario representa el 16% de la PEA. La industria es muy incipiente y del conjunto de la provincia, en la ciudad de Sullana (Sullana-Bellavista-Marcavelica) se encuentra más del 95% de las industrias. El 53% de las industrias de Sullana se dedican a la producción de bienes de consumo no duradero, el 17% a bienes intermedios, mientras que el 30% se dedican a producir bienes de capital y de uso duradero. La agroindustria es la que ofrece mejores posibilidades comparativas para su desarrollo, siendo una potencial fuente de trabajo. Pero existen factores que limitan el desarrollado de la industria en general, en Sullana. En los últimos años en la zona de Cieneguillo al este de la ciudad, se han instalado industrias procesadoras de gran volumen aprovechando las facilidades para la adquisición de terrenos de uso agrícola (luego convertidos en industriales), la proximidad a sus materias primas y las cargas impositivas prediales de tipo agrícola.

## Sistema vial y telecomunicaciones
El sistema vial de Sullana es complicado por diversas razones, en principio no es fluido ni interconectado, al presentarse en la ciudad elementos urbanos que actúan como límites y divisores de la ciudad e impiden la continuidad del sistema vial. Entre los cuales identificamos:
- La carretera Panamericana que divide la ciudad en este y oeste.
- El canal-vía, que divide la zona en norte y sur.
- El cuartel militar, que divide a los distritos de Bellavista y Sullana.

### Categorización del sistema vial urbano
De acuerdo a la evaluación del funcionamiento del sistema vial, a los flujos, las secciones viales, las áreas que articulan; actualmente se distinguen diferentes categorías de vías: vías de Primer Orden, Vías de Segundo Orden, Vías Colectoras, Vías Interprovinciales, Regionales y de frontera.

### Telecomunicaciones
En la ciudad de Sullana, la telefonía es automatizada e interconectada a nivel nacional e internacional, sin embargo en la ciudad no se cuentan con oficinas de la empresa proveedora de servicios de telefónica fija, cualquier trámite tiene que hacerse en la ciudad de Piura. Pese a ello se tiene una cobertura en términos de ciudad del 82%.
En la ciudad operan las tres empresas proveedoras de servicios de Telefonía Celular: Movistar, Claro y Entel. En cuanto a radiotelefonía se tienen ocho radios locales en Amplitud Modulada y trece radios en la Frecuencia Modulada, adicionalmente se captan cinco canales de televisión nacional, dos locales y uno del Ecuador.

## Universidades
El 6 de agosto de 2010, mediante ley N.º 29568 publicada ese mismo día en el diario oficial “El Peruano” se creó la Universidad Nacional de Frontera en Sullana, sobre la base de la sede de la Universidad Nacional de Piura en esta ciudad; cumpliendo así un justo y postergado sueño sullanense. Las filiales establecidas en Sullana, corresponden a las siguientes universidades: Universidad Católica Privada Los Ángeles de Chimbote y la Universidad Privada San Pedro (Ancash) y la Universidad Inca Garcilaso de la Vega (Lima). Por otro lado, existen numerosos institutos de educación superior, como el Instituto de Educación Superior Privado “San Juan”, que ofrecen carreras técnicas y técnico-profesionales.

## Deportes
El fútbol está representado en la ciudad por el club Alianza Atlético. Un grupo de valerosos y emprendedores ciudadanos de Sullana se reunieron el día 18 del año 1920 en la casa de Don José Taboada More, ubicada en la cuarta cuadra de la calle Grau, en pleno corazón del Barrio Norte de Sullana y fundaron una institución deportiva que con el correr del tiempo se convertiría en una de las mejores de todo el Norte del Perú, a la cual llamaron Club Sport Alianza.  El nombre fue iniciativa de Don Félix Peralta, quien fue el encargado de convocar dicha reunión. Fernando Herrera Agudo fue nombrado el primer presidente de la naciente institución.
El Estadio Campeones del 36 con Capacidad para 20.000 espectadores, está situado en la ciudad peruana de Sullana, en la Región Piura. Es el estadio en el que habitualmente juega sus partidos el club Alianza Atlético y también donde se juegan los partidos de la Liga Distrital de la ciudad.
| Clubes de Fútbol            |                         |                  |           |
| Equipo                      | Fundación               | Estadio          | Liga      |
| Alianza Atlético            | 18 de enero de 1920     | Campeones del 36 | Liga 1    |
| Atlético Grau de Mallaritos | 25 de marzo de 1920     | Campeones del 36 | Copa Perú |
| Defensor Nacional           | 19 de mayo de 1924      | Campeones del 36 | Copa Perú |
| Jorge Chávez                | 19 de noviembre de 1919 | Campeones del 36 | Copa Perú |
| Juan Velasco Alvarado       | 7 de julio de 1972      | Campeones del 36 | Copa Perú |
| San Pedro Chanel            | 23 de julio de 1957     | Campeones del 36 | Copa Perú |
| Sport Túpac Amaru           | 2 de enero de 1981      | Campeones del 36 | Copa Perú |

## Vías de acceso
- Costanera Norte, Piura - Sullana - Dv. Talara - Dv. El Alto - Los Órganos - Máncora - Punta Sal - Punta Mero - Zorritos - Tumbes - Zarumilla - Eje Vial Binacional I Perú - Ecuador. Es la principal vía de acceso a la ciudad, la conecta con la capital departamental y los más concurridos balnearios de la costa norte peruana. Cabe precisar que el tramo Piura - Sullana pertenece a la concesión de COVISOL, y posee doble calzada de dos carriles cada lado.

- 1NL, Tambogrande - Sullana. Ruta muy recomendada desde Loja, Cuenca, Quito en Ecuador hacia Sullana. Se trata de una vía secundaria que conecta con la Panamericana Norte en Tambogrande, antiguamente esta vía formaba parte de la ruta 1N, hasta la inauguración de la ruta Señor de Chocán - Tambogrande en diciembre de 2013.

- Eje Vial Binacional II Perú - Ecuador, Sullana - Lancones - Puente Internacional "Lalamor". Vía no muy utilizada que conecta a Sullana con Zapotillo y Alamor, cantones del suroeste de Loja. Ruta altamente recomendada para dirigirse hacia o desde Machala y Guayaquil.

- Vía Paita - Sullana. Para conexión entre el Puerto de Paita, Sullana y los tres ejes viales binacionales. Se trata de una vía secundaria.

### Distancia en tiempo aproximadamente
- Piura - 35 minutos
- Paita - 1 hora
- Talara - 1 hora 40 minutos
- Sechura - 3 hora 20 minutos
- El Alto - 1 hora 50 minutos
- Los Órganos - 2 horas 15 minutos
- Máncora - 2 horas 30 minutos
- Punta Sal - 3 horas
- Caleta Punta Mero - 3 horas 30 minutos
- Zorritos - 4 horas 10 minutos
- Tumbes - 4 horas 30 minutos
- Zarumilla - 5 horas
- Lancones - 40 minutos
- Zapotillo  - 1 hora 30 minutos
- Alamor  - 2 horas
- Machala  - 5 horas (vía Zapotillo)
- Guayaquil  - 7 horas (vía Zapotillo)
- Tambogrande - 45 minutos
- Las Lomas - 1 hora 45 minutos
- Ayabaca - 6 horas 30 minutos
- Macará  - 2 horas
- Loja  - 6 horas 15 minutos
- Cuenca  - 9 horas

## Patrimonio
| Lugares turísticos de Sullana |                                        |                      |                       |
|                               |                                        |                      |                       |
| Mirador del Chira             | Pileta ornamental de la plaza de armas | Plaza del barrio sur | Catedral de la ciudad |

- La Pileta Ornamental: ubicada en la intersección de la Avenida José de Lama con carretera Panamericana Norte. Fue construida por el escultor Víctor Delfín. Es una estructura de concreto armado tipo hongo, con fuente y cisterna para agua. El diseño semeja un mate burilado. En él se muestran diferentes motivos característicos de la cultura tallán. El mate es un utensilio casero que sigue en uso. Se observan una figuras que simbolizan los motivos de la cultura tallán que vivió en la región. El lagarto, tótem tallán, divinidad antigua y muy respetada, que abundó en el Chira, dando origen a la leyenda del lagarto de oro y que aún, según se cree, mora encantado en las entrañas del cerro la Nariz del diablo en Marcavelica. Se aprecian, además, cuatro cabezas de puma, divinidad de los incas.
- Iglesia Matriz de Sullana: Es el principal templo de la ciudad conocido como la Iglesia Matriz de la “Santísima Trinidad”, ubicada a un costado de la Plaza de Armas. Es un moderno y esbelto edificio de arquitectura neoclásica, con una torre de 42 metros de altura. La construcción se inició en 1942 y la iglesia se inauguró el 8 de diciembre de 1945. En 1960 se edificó lo que es la nave de la iglesia y en el campanario se colocaron dos enormes y hermosas campanas bautizadas con los nombres de María Carmen y Trinidad, confeccionadas en España, y una más pequeña producida en Italia en 1909, recién reubicada a un costado del altar. Aquí se encuentra la imagen del Señor de la Agonía, patrono de Sullana, ubicada en el lado derecho entrando por la puerta principal de la iglesia. Se cuenta que en la guerra con Chile, un sargento mapocho de apellido Balmaceda llegó a saquear la ciudad, entrando al templo para robar artículos religiosos pero, al llegar a la puerta, se encontró con la mirada del Señor de la Agonía y quedó petrificado. Cada 6 de enero había una festividad popular en homenaje de esta imagen con novenarios y ferias que con el pasar de los años se transformó en lo que es hoy la feria de Reyes de Sullana.
- Iglesia Nuestra Señora de las Mercedes de Bellavista: principal centro de oración de los bellavistinos, donde se celebra la fiesta de la patrona del distrito: la Virgen de las Mercedes, el 24 de septiembre.
- Plaza de Armas de Sullana: tiene una pileta bautizada con el nombre de Pedro Fernández, diseñada con surtidores que lanzan agua hasta la cúpula, acompañada de luces de colores que varían cronométricamente. A un costado hay un monumento a Francisco Bolognesi.
- Plaza Grau de Sullana: tiene el primer busto de Miguel Grau a nivel nacional, esculpido en mármol de Carrara.
- El Puente Nuevo "Artemio Vargas": Conocido como Puente “Sullana” o Puente “Nuevo”, fue inaugurado el 3 de noviembre de 1980. En medio de la arena se tuvo que construir un túnel que desemboca a una altura de 12 metros sobre el nivel del río y de allí ubicar la estructura del puente que tiene una longitud de 348 metros de largo y 8 de ancho. Encima del túnel se ubica la plaza Bolognesi. A fines de la década de los '60 murió el alférez FAP Horacio Polar Delgado al precipitarse el avión que conducía.
- El Puente Viejo “Isaías Garrido Ugarte”: Conocido como puente Viejo, fue inaugurado el 28 de julio de 1937 y construido por la misma empresa que hizo la torre EFFIEL de París. Es una obra firme y espectacular de ingeniería civil, por su construcción y estética acorde al imponente paisaje del valle que integra a Sullana con el distrito de Marcavelica. Por la altura del puente, es ideal para la práctica de “puenting”.
- Represa Sullana: Esta obra es parte del proyecto Chira-Piura y sirve para manejar el recurso agua, eliminando el riego por bombeo y evitando la pérdida en el mar, de 250 millones de metros cúbicos anuales. Las compuertas están ubicadas a la altura del cerro Teodomiro, en medios de un paisaje verde. La represa está atravesada por los dos imponentes puentes metálicos. Es un punto de partida para paseos en lancha, siendo navegable hasta Querecotillo. También se practican la motonáutica y el esquí acuático.
- Paseo Turicarami: Obra de 600 metros ubicada en el llamado Pasamayito entre los dos puentes. El complejo consta de 25 pérgolas y en la parte central tiene un mirador.

Dentro de los monumentos arquitectónicos que conserva la ciudad podríamos mencionar los siguientes:
- La Huaca “El Cucho”: zona arqueológica en la cual existen restos de la Cultura Tallan.
- La Casona Figallo: ubicada en la esquina de la calle San Martín y transversal Dos de Mayo. Actualmente, ocupada por la Sala Mixta Descentralizada. Fue construida por don Felipe García Figallo, en el año 1910. A la altura de su puerta principal, sobre la segunda planta se levanta una cúpula que es el atractivo de la casona. Los pobladores más antiguos afirman que desde lo alto de la cúpula se podía observar el extenso valle del Chira. Esta casona, al igual que el Club Unión de Sullana, fue declarada monumento arquitectónico de la ciudad por el INC.
- La Casona del Club Unión de Sullana: Esta casona es de estilo republicano y funcional para la época. La fachada de esta casona aún conserva sus características tradicionales. Ubicada en la primera cuadra de la calle La Mar y construida hace más de 100 años, perteneció del agricultor irlandés don Henry Hilton Leigh Whit, afincado en el valle del Chira, es de un estilo republicano. La fachada aún conserva sus motivos originales. En la actualidad pertenece al club “Unión”, el monumento es en homenaje a don Jorge Eduardo Leigh Cortez, hijo de don Henry Hilton Leigh Whit, agricultor Irlandés que fue uno de los gestores de la creación de la provincia de Sullana, su primer alcalde y diputado por Sullana.
- Mausoleo al poeta Carlos Augusto Salaverry: Proyecto gestado gracias a un piurano que amó mucho a Sullana, don Luis Carnero Checa. Ubicado en el cementerio “San José” de Sullana, fue construido por el escultor Agurto. Aquí reposan los restos del poeta Carlos Augusto Salaverry, que nació en Lancones el 4 de diciembre de 1830, hijo del Tte. Crnel. Felipe Santiago Salaverry y de doña Vicenta Ramírez Duarte, natural de Sullana. A los 4 años fue llevado a Lima con su madrastra doña Juana Pérez de Infantas. A los 24 años se inició en la dramaturgia, como militar llegó al grado de Sargento Mayor. Falleció en París el 9 de abril de 1891, siendo sus restos repatriados en 1964. En la parte superior de dicho mausoleo se lee uno de sus versos:

sobre mi tumba un lánguido rumor,

como deja en el seno de los mares,

En los diversos distritos de Sullana se pueden encontrar muchos destinos turísticos que son imperdibles para el turista. Así tenemos:
- Coto caza El Angolo (3 horas desde Sullana): Su extensión alcanza 65, 000 hectáreas, ubicadas al Sur del parque nacional Cerros de Amotape y está a 115 km de Sullana. Es un bosque espinoso y muy seco pero con aguas subterráneas que propician la crianza de algarrobo, el hualtaco y el almendro. Aquí encontramos el Angolo, que le da el nombre al Coto, 17 especies de mamíferos, 150 de aves, 13 de reptiles y 10 de peces, el puma, el venado gris, la ardilla nuca blanca , la perdiz serrana , el guarahuau, la lechuza de los arenales, el loro cabeza roja, la iguana el colambo y la macanche. El 1 de marzo de 1977, a solicitud del gobierno peruano, la UNESCO, lo instituyó como parte de la Reserva de Biosfera del Noroeste.
- Parque Nacional Los Cerros de Amotape (4 Horas Desde Sullana): La mayor extensión del parque nacional presenta una topografía muy accidentada ocupando buena parte de la Cordillera de los Amotapes. Tiene una extensión de 91, 300 hectáreas, está en una zona de clima transicional entre el desértico de la costa peruana y el tropical subhúmedo del Ecuador. Los 5 tipos de hábitat presentes, se han, registrado 404 especies vegetales. La fauna es variada y está representada por especies propias del bosque seco ecuatorial y también por algunas procedentes del desierto costero. Es hábitat de especies como Crocodylus acutus y Lutra longicaudis, ambos en peligro de extinción.
- La casona de Sojo (18 minutos desde Sullana ): Ubicada a 13 km de la ciudad de Sullana, en el lado derecho de la vía que conduce a Paita y en el distrito Miguel Checa, cuya capital es el poblado de Sojo. Mandada a construir por el hacendado Miguel Checa, construcción que duró 3 años (1907-1910). Declarado patrimonio monumental de la nación el 15 de octubre de 1974. Su estilo neoclásico republicano, cuenta con 36 habitaciones y dos hermosas escaleras en forma de oval, las gradas son de mármol de carrara de procedencia italiano. Desde la casona observamos el espectacular valle del Chira.
- Villa San Miguel de Tangarará (20 Minutos Desde Sullana – Sojo ) (40 Minutos Carretera Mallares): La primera ciudad fundada por los españoles, su fecha de fundación no se sabe con exactitud está entre el 15 de julio o el 15 de agosto de 1532. El rey Carlos V desde Valladolid, el 7 de diciembre de 1537 le otorgó el escudo de armas. En la plaza hay un obelisco, construido por el escultor Luis Agurto Coloma en 1932, conmemorando los 400 años de fundación y cerca, una réplica de la cruz que utilizara Pizarro para el acto de fundación. Frente a la plaza está el templo, probablemente construido en el mismo lugar donde el cura Valverde oficiara la primera misa.
- La laguna de los Patos (35 Minutos Desde Sullana): La laguna de los Patos es un humedal que refleja un efecto oasis dentro de los bosques secos. Este lugar se encuentra en Querecotillo, entre los centros poblados de la Horca y Puente de los Serranos, nutrido por las precipitaciones fluviales y por la filtración de agua del canal Miguel Checa y la Represa de Poechos. Está aproximadamente a 18 km de la ciudad de Sullana. Mediante estudios técnicos y científicos se han reportado 85 especies de aves entre endémicas y migratorias.
- Reservorio de Poechos ( 1 hora desde Sullana): Los diseños se inician en agosto de 1971 y corresponden a la I Etapa del Proyecto Chira-Piura. Se comienza a construir el 24 de junio de 1972, con una capacidad inicial de almacenamiento de mil millones de metros cúbicos; La represa de Poechos se pone en funcionamiento en mayo de 1976. A 37 km de la ciudad de Sullana, en el distrito de Lancones, se encuentra este reservorio, que ofrece el espectáculo de una inmensa fuente de agua y permite que se desarrollen deportes náuticos; así como piscicultura con la crianza de tilapias y otros peces.
- Baños sulfurosos de agua de la leche (2 horas desde Sullana ): Pertenece al caserío de Jaguay Grande (Marcavelica), están ubicados en el límite de los distritos Ignacio Escudero (Sullana) y La Brea (Talara). Se trata de agua con poderes medicinales y curativos debido al gran contenido de azufre.
- La caída de Curumuy (45 minutos desde Sullana): Se encuentra en el caserío del mismo nombre, cerca del medio Piura y a la izquierda de la vía Sullana- Piura., forma parte del canal de derivación de la primera etapa del proyecto chira Piura. En el lugar, tiene una pendiente de 38 m. Produciendo una caída rápida y donde se ha construido una pequeña central hidroeléctrica. En la parte inferior se ha formado un apacible remanso y una pequeña playa arenosa, aparente para recreación y esparcimiento.
- La Chorrera: En plena línea fronteriza, en el distrito de Lancones, se ubica la quebrada de Pilares. Es una sinuosa línea de agua que en ciertos tramos adquiere color azul y en otros verde. Todo un paraíso en medio del desierto. Dos enormes piedras, a manera de peroles, reciben el agua de la quebrada. Perfecto para practicar clavado en las pozas de agua cristalina. Para llegar a La Chorrera, se parte desde Lancones hasta el Alamor, de aquí hasta Pichinche, seguimos caminando hasta el caserío Chorrera se llega al manantial, en el mismo límite con el Ecuador. No muy legos de este lugar en Cabreria se encuentra La Laguna Encantada, otro hermoso lugar.

## Gastronomía
Sullana es un paraíso gastronómico por las comidas típicas que posee. Entre los potajes más característicos tiene:
- Seco de chavelo (plátano amasado con chicharrón)
- Chifles (finas rodajas de plátano verde, fritas en aceite).
- Carnes: Carne aliñada (trozos de carne de res y chancho frito con ají, salsa de cebolla, camote y yuca), carne seca o cecina, Cabrito, Rachi rachi.
- Pescados: Tollito aliñado, sudado, cachema frita o en cebiche.
- Chicha de jora, bebida precolombina a base de maíz.
- Postres y dulces típicos de Sullana: el Chumbeque (turrones de capas con miel), las natillas a base de leche de cabra, cocadas, los alfajores de guanábana, las bombitas, las “acuñas” a base de maní, los “angelitos” que son dulces en miniatura.[16]

## Ciudades hermanadas
- Vitoria, España
- Arlon, Bélgica
- La Habana, Cuba
- Cuenca, Ecuador
- Loja, Ecuador